# AFIB технология
AFIB технология (на английски: Atrial Fibrillation – предсърдно мъждене) или Афиб технология е алгоритъм, създаден и патентован от компания Microlife. Той е вграден в електронните (автоматичните) апарати за измерване на кръвното налягане и позволява да се осъществи скрининг за наличието на предсърдно мъждене по време на измерване на кръвното налягане, включително и при използване в домашни условия.

## Сравнение на AFIB технологията и други начини за откриване на предсърдното мъждене (ПМ)
Идеята да се добави такава функция в електронен апарат за кръвно налягане, която да открива предсърдно мъждене (AFIB-технология), възниква във връзка с широкото разпространение на този животозастрашаващ вид нарушение на сърдечния ритъм. Сърцето на човек има 4 кухини: две малки предсърдия и две големи сърдечни камери. Предсърдията се съкращават и транспортират кръвта до камерите. Когато камерите са пълни, кръвта се изтласква в кръвоносните съдове. При хора с предсърдно мъждене този процес е нарушен. Предсърдията вместо да се свиват, потръпват. Така камерите не могат да напомпват кръв и се нарушава дейността на сърцето. В резултат на този процес, кръвта се задържа в предсърдията и се формират тромби. Когато има вече образувани тромби, те могат да бъдат пуснати в циркулацията на кръвта и да попаднат в мозъка на човек, предизвиквайки инсулт.
Предсърдното мъждене се смята за една от болестите на ХХI век. Особено със застаряването на населението на земята това заболяване се увеличава още повече, тъй като е по-често срещано при застаряващите хора. Според статистиката съществува риск от развитие на този вид нарушение на сърдечния ритъм при всеки 4-ти европеец на възраст над 40 години.
Пациентите с предсърдно мъждене рискуват 4 – 5 пъти повече да получат инсулт и при тях рискът от обща смъртност е повишен с 40 – 90%, отколкото при хора без предсърдно мъждене. Инсулт, причинен от нелекувано предсърдно мъждене попада в най-тежката и инвалидизираща група. Повторният инсулт, в рамките на първите 6 месеца, се среща 2 пъти по-често при пациенти с предсърдно мъждене (47% срещу 20%).
Последните изследвания показват връзка на предсърдното мъждене с риска от възникване на инфаркт на миокарда.
Предсърдното мъждене е особено опасно, тъй като този вид аритмия протича безсимптомно при над 30% от пациентите, при това рискът остава същия, както и при предсърдното мъждене със симптоми. Много от хората дори не подозират за неговото наличие, затова редовният скрининг е от изключителна важност.
Предсърдното мъждене може да бъде открито чрез измерване на пулса на китката (палпация), ЕКГ или при измерване на кръвното налягане с апарат с вградена AFIB-технология.
Определянето на честотата и ритъма на пулса на лъчевата артерия на китката чрез палпация представлява широко използван метод за първоначален скрининг на предсърдното мъждене. Въпреки това, съществува вероятност за грешка до 30% при диагностицирането на аритмия чрез този метод. И той е сложен при използване за скрининг на по-голям брой хора.
Като основен метод за диагностициране на предсърдното мъждене се счита изследването с електрокардиограма (ЕКГ). Тя показва наличието на неравномерни трептения като липса на т. нар. Р-вълни и замяната им с F-вълни. Методът на електрокардиограмата е много по-точен от метода на палпация и има чувствителност до 90% и специфичност до 99%. Колкото е по-висока чувствителността, толкова по-малък е процента на неоткритите фибрилации. По-висока специфичност означава по-висока избирателност, за да се избегне грешно определение за несъществуващо предсърдно мъждене.
Третият начин за ранно откриване на предсърдно мъждене – това е измерването на кръвното налягане с помощта на апарат с AFIB-технология, в клинични и в домашни условия. Тази възможност дава огромно предимство: предсърдното мъждене е епизодична аритмия и е възможно да не се прояви по време на посещение при лекар. Честото измерване на кръвното налягане в домашни условия позволява предсърдното мъждене да бъде открито с по-голяма вероятност и в ранен стадий.
Съгласно две независим клинични изследвания7, проведени в Европа, AFIB-технологията позволява да се открие предсърдно мъждене с диагностична точност сравнима с ЕКГ изследване. AFIB-технологията има висока чувствителност 97 – 100% и висока специфичност – 89%. Първото означава, че има само от 0 до 3% риск от получаване на погрешен отрицателен резултат (т.е. когато не се открива предсърдно мъждене при неговото фактическо наличие по време на измерването). Високата специфичност означава, че има само 11% риск от получаване на погрешен положителен резултат при определянето на предсърдното мъждене (т.е. когато на дисплея се показва знакът AFIB при фактическо отсъствие на предсърдно мъждене у пациента по време на измерване).
Осцилометричният метод на измерване на кръвното налягане, който е в основата на работата на повечето автоматични апарати за кръвно, може да бъде неспособен да определи артериалното налягане на хора с прекалено нарушен сърдечен ритъм. За това се предупреждава в много инструкции за амбулаторен и домашен мониторинг на кръвното налягане. Същите изследвания обаче показват, че допълнителният алгоритъм, вграден в апарат за кръвно с AFIB-технология, осигурява измерване на кръвното налягане с точност дори при пациенти с такава аритмия като предсърдно мъждене.
Електронните апарати за измерване на кръвното налягане могат да бъдат предназначени както за амбулаторно, така и за домашно ползване. Те позволяват да се измери точно нивото на кръвното налягане и честотата на пулса. Освен това, редица електронни апарати имат допълнителни функции като трикратно измерване без да се сваля маншета от ръката, измерване при наличие на аритмия, откриване на предсърдно мъждене. При измерване на кръвното налягане с автоматичен апарат, който е с вградена технология AFIB, се извършва автоматично откриване на предсърдно мъждене, ако такова е присъствало у човек по време на измерване. Мигащият AFIB-индикатор се появява на дисплея в края на трикратното измерване.

## Измерване на кръвното с AFIB-технология
Електронните апарати са медицински прибори за домашен мониторинг. В тях се използва осцилометричен метод за измерване на кръвното налягане:
- маншетът се поставя на ръката и се напомпва;
- по този начин става притискане на участъка на артерията под маншета;
- когато започне да се изпуска въздухът от маншета, кръвотокът на този участък се възобновява и при преминаване на кръвта през него възникват колебания на стените на артерията, а съответно и колебания на въздуха в самия маншет – осцилация (това дава наименованието на метода на измерване);
- при първоначалното изпускане на въздуха от маншета осцилациите са много силни, а след като налягането в маншета изчезне и кръвотокът напълно се възстанови, осцилациите се прекратяват;
- апаратът улавя тези колебания, създава осцилационна крива, анализира и изчислява въз основа на нея нивото на систолното и диастолното кръвно налягане;
- ако в апарата е вградена AFIB-технология, то заедно с това се изчислява и средния времеви интервал между (тези) възникналите тласкащи колебания на стените на артерията (т.е. между ударите на пулса). Интервалът на рисунката по-долу е обозначен като Т;

- вграденият алгоритъм също определя средното и стандартното отклонение;
- ако са били регистрирани някакви интервали между биенето на пулса, които се отклоняват с повече от 25%, то алгоритъмът ги отделя от по-нататъшния анализ, за да изключи влиянието върху резултата на ранната екстрасистола;
- въз основа на останалите времеви интервали се извършва автоматично изчисление на индекса на неравномерност;
- ако този индекс на неравномерност се окаже повече от 0,06, това означава, че у пациента е регистрирано предсърдно мъждене, за което апаратът сигнализира специален символ върху дисплея.

### Пациенти
Според статистиката жените по-често получават инсулт при предсърдно мъждене, но мъжете по-често страдат от този вид аритмия. При извършване на редовен самостоятелен контрол на кръвното налягане у дома, специално се препоръчва измерване с апарат с вградена AFIB-технология, в следните случаи:
- ако пациентът иска да получи точни резултати при измерване на кръвното налягане и предупреждение за наличие или отсъствие на предсърдно мъждене – един от основните рискови фактори за инсулт – особено в семейства, в които има случаи на предсърдно мъждене и/или инсулт.
- ако на пациента му е поставена диагноза пароксизмална аритмия – за контрол на симптоматичното и асимптоматичното предсърдно мъждене.
- ако пациентът е преминал терапия /бил е подложен на лечение за нормализиране и контрол на сърдечния ритъм – за да се знае дали заболяването не се е проявило отново/, дали тя действа правилно.
- ако за пациента е сложно или невъзможно да измерва кръвното си налягане с обикновен апарат, поради това, че страда от какъвто и да е вид аритмия или хронично, или устойчиво предсърдно мъждене.[6]

### Професионалисти
Великобритания: Според Националния институт за здравеопазване и усъвършенстване на медицинската помощ на Великобритания (NICE, National Institute for Health and Clinical Excellence) уредът за измерване на артериалното налягане, който може да открие опасно състояние, като предсърдното мъждене, се препоръчва да се използва в кабинетите за първичен преглед или при джипита за обичайните рутинни прегледи с цел откриване на пациенти с такова нарушение на сърдечния ритъм.
Италия: Тридесет италиански джипита са провели измерване на кръвното налягане с помощта на апарат за кръвно на 12 294 пациенти с хипертония и са стигнали до извода, че AFIB-технологията на Microlife надеждно открива предсърдно мъждене. Преходът от традиционния апарат със сфигмоманометър към автоматичен уред с алгоритъм за откриване на нарушенията на ритъма увеличава процента на първично откриване на пациенти с предсърдно мъждене.
България: През 2013 г. във връзка със Световния Ден за борба с хипертонията, 17 май, Българската лига по хипертония организира национална кампания „Нормално кръвно налягане – нормален сърдечен ритъм“. По време на кампанията в редица градове се проведе скрининг на населението на страната, предмет на който е повишеното кръвно налягане и установяването на предсърдно мъждене. За тази цел бяха открити подвижни пунктове, в които специалисти измерваха кръвното налягане на хиляди български граждани с електронен апарат за измерване на кръвното налягане с вградена Afib-технология, откриващ предсъдното мъждене. По този начин е направен сериозен принос за информирането на хората със сърдечно-съдови проблеми и за ранната диагностика на населението на България.
Електронните апарати за измерване на кръвното налягане с вградена Afib-технология не поставят диагноза, но имат перфектна диагностична точност и допринасят за доставянето на изключително важна информация на лекуващия лекар, за да диагностицира предсърдно мъждене. Уреди с AFIB-технология могат да се използват в клинични условия като надежден скринингов тест за ранна диагностика на рисков фактор за инсулт и за точни измервания на кръвното налягане в домашни условия при пациенти с аритмия.